# 国道3号線 (韓国)

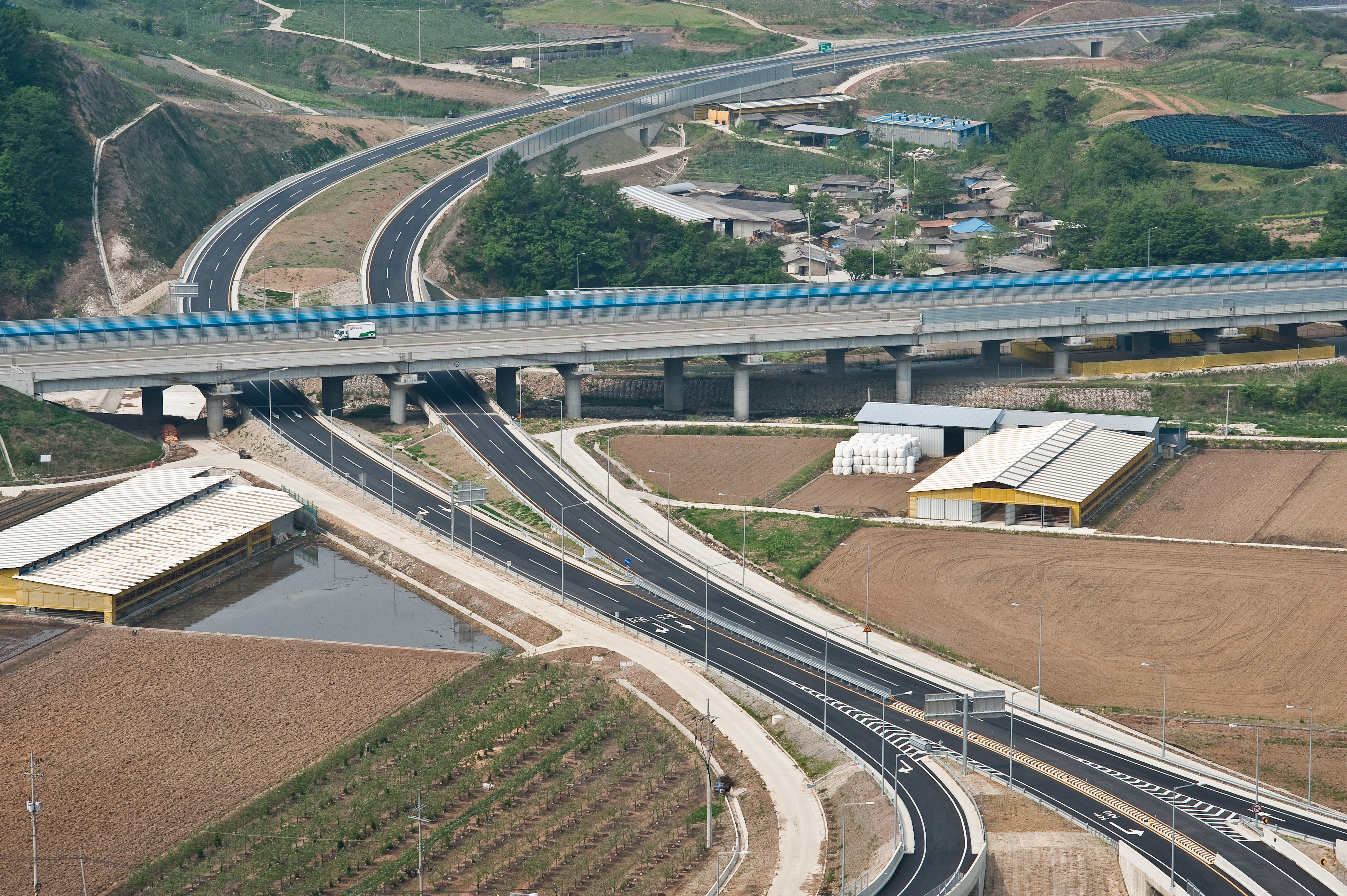
槐山郡 附近 (縱軸)

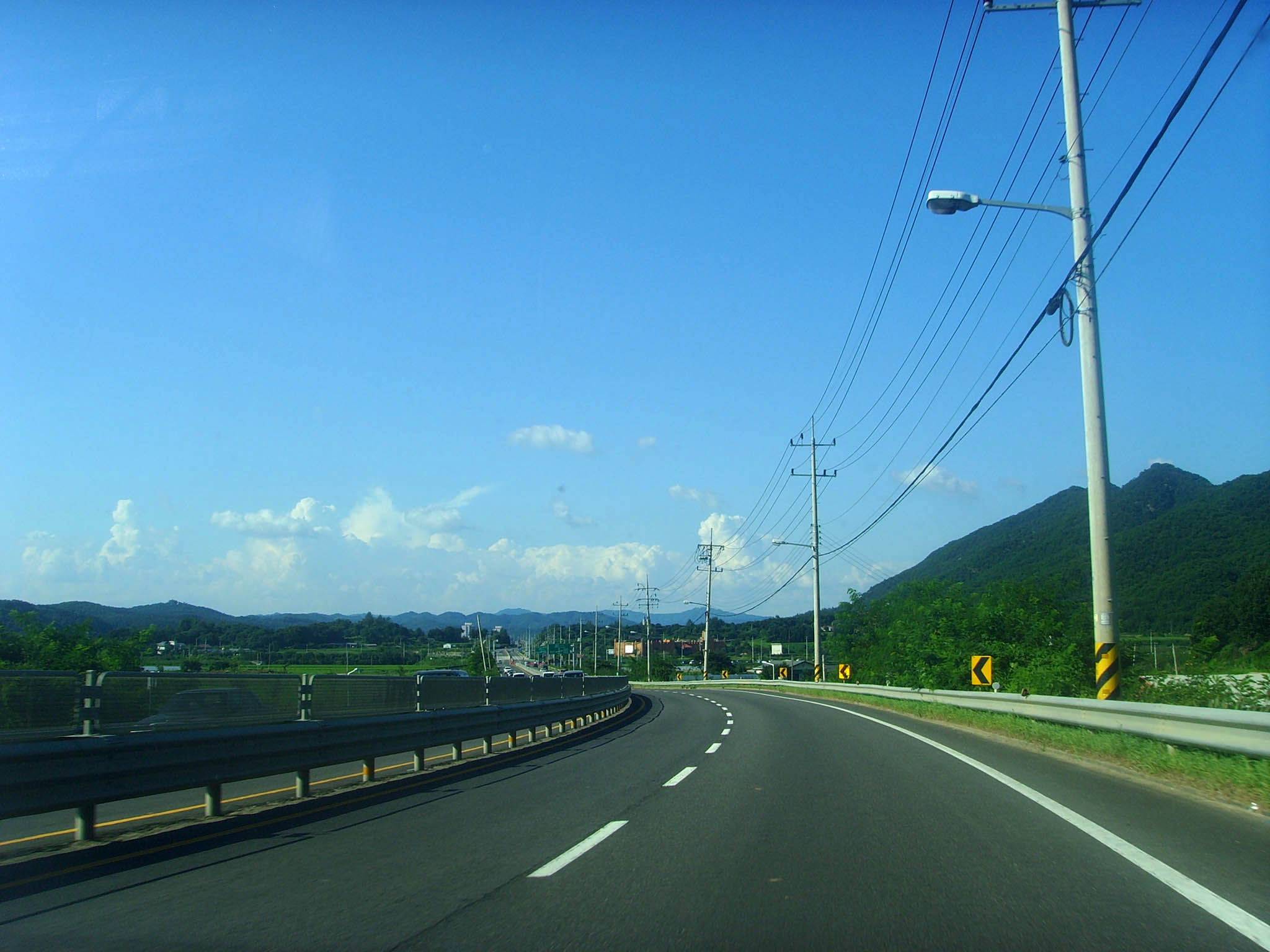
漣川郡 附近

国道3号線(南海-楚山線、ハングル: 국도 제3호선)は、慶尚南道南海郡弥助面と平安北道楚山郡 楚山邑を繋ぐ総延長1,096kmの大韓民国の一般国道である。

## 歴史
- 1971年8月31日 : 一般国道路線指定令により国道第3号線三千浦-楚山線になる。

## 通過する自治体
- 慶尚南道
  - 南海郡 - 泗川市 - 晋州市 - 山清郡 - 咸陽郡 - 居昌郡
- 慶尚北道
  - 金泉市 - 尚州市 - 聞慶市
- 忠清北道
  - 槐山郡 - 忠州市 - 陰城郡
- 京畿道 (南部)
  - 驪州市 - 利川市 - 広州市 - 城南市
- ソウル特別市
- 京畿道 (北部)
  - 議政府市 - 楊州市 - 東豆川市 - 漣川郡
- 江原特別自治道
  - 鉄原郡

## 交差する道路
高速道路
- 南海高速道路
- 京釜高速道路
- 世宗-抱川高速道路[2]
- 唐津-盈徳高速道路
- 統営大田高速道路
- 中部高速道路
- 第二中部高速道路
- 平沢-堤川高速道路
- 中部内陸高速道路
- 嶺東高速道路
- 広州-原州高速道路
- ソウル外郭循環高速道路
- 第二京仁高速道路
- 首都圏第二循環高速道路

国道
- 国道77号線
- 国道19号線 (韓国)（朝鮮語版）
- 国道2号線
- 国道33号線 (韓国)
- 国道20号線 (韓国)
- 国道4号線
- 国道24号線 (韓国)
- 国道26号線
- 国道34号線 (韓国)（朝鮮語版）
- 国道25号線
- 国道59号線 (韓国)（朝鮮語版）
- 国道21号線 (韓国)
- 国道37号線 (韓国)（朝鮮語版）
- 国道36号線 (韓国)（朝鮮語版）
- 国道38号線 (韓国)（朝鮮語版）
- 国道42号線 (韓国)（朝鮮語版）
- 国道43号線 (韓国)（朝鮮語版）
- 国道45号線 (韓国)（朝鮮語版）
- 国道46号線
- 国道47号線 (韓国)（朝鮮語版）
- 国道6号線
- 国道39号線 (韓国)
- 国道87号線 (韓国)（朝鮮語版）